# 山藤美智
山藤 美智（さんとう みち、1986年2月27日 - ）は、フリーアナウンサー、タレント、モデルエージェンシー「サーラアビリタ」に所属していた。元札幌テレビ放送（STV）、WOWOWの女性アナウンサーである。
STV在籍中は、主に山藤みち名義で活躍していた。

## 来歴・人物
- 東京都小平市出身。獨協大学外国語学部フランス語学科卒業[1]。血液型はB型、星座はうお座。身長163cm。
- 好きな色は白、ピンク。
- 英検3級、フランス語検定3級、普通自動車免許の資格を持つ。
- 学生時代は現在の埼玉西武ライオンズのマスコットガールを務め、日テレ学院アナウンサー受験クラスを受講。
- 2008年STV入社、2012年9月末で退社。
- STV在籍時には主に『どさんこワイド』の中で札幌駅からの中継をしていた。
- その後東京に戻り、2013年4月よりTCP Artistからの派遣としてWOWOWのアナウンサーを約3年間勤める。
- 長野県に移住し、フリーアナウンサー、タレントとして活躍中。

### 名前の由来
当初、祖父が明美、智美、美智子、直美の4つの名前を考え、その中から協議の末、美智子に決定したが、父の希望で美智子の「子」の字をとって「美しく頭のよい子に育ちますように」という意味で「美智」と名付けられた。

## 担当番組
- ずくだせテレビ（信越放送）
- 駅テレマルシェ（長野朝日放送）
- ニュースウォーカー（Goolight）

### STV在籍時の担当番組
- 1×8いこうよ!ナレーション
- ぞっこん!スポーツ 2010年3月29日 -
- どさんこワイド
- Yo!Hey!サンデー! (STVラジオ) 2012年4月8日 -
- みち@ナビ　進行役
- ジョシスタ
- STVニュース（不定期）